# Kecamatan Citamiang
Kecamatan Citamiang är ett distrikt i Indonesien.   Det ligger i provinsen Jawa Barat, i den västra delen av landet, 80 km söder om huvudstaden Jakarta.